# Битва при Кербеле (2003)
Битва при Кербеле (23 марта — 6 апреля 2003) — попытка американских войск во время вторжения в Ирак захватить город Кербела . Ввиду бесперспективности лобовой атаки город был обойден в ходе наступления на Багдад, а задачу его «зачистки» получили американские десантники 101-й воздушно-десантной дивизии при поддержке механизированной пехоты и бронетанковых частей.

## Обход города
Авангард американской 3-й механизированной дивизии достиг Кербелы 31 марта. После столкновения с силами Республиканской гвардии Ирака к юго-востоку от города американцы обошли город и двинулись к Багдаду. Задача зачистки города была возложена на 101-ю воздушно-десантную дивизию при поддержке 2-го батальона 70-го бронетанкового полка и 1-го батальона 41-го пехотного полка 1-й бронетанковой дивизии. 2 апреля вертолёт армии США UH-60 Blackhawk был сбит из стрелкового оружия около Кербелы, погибли 7 солдат, еще 4 получили ранения.

## Захват Кербелы
Штаб 101-й воздушно-десантной дивизии планировал провести высадку с вертолётов, чтобы захватить три плацдарма на окраине города (под кодовыми названиями Воробей, Зяблик и Малиновка[что?]), а затем использовать танки M1 Abrams и боевые машины M2 Bradley, чтобы связать эти плацдармы между собой.
В 11:00 5 апреля атака американских десантников началась с авиаударов по нескольким целям по всему городу. Одновременно 23 вертолёта «Блэк Хок» и 5 вертолётов «Чинук» переправили три батальона пехоты 502-го пехотного полка в отведённые зоны высадки.
3-й батальон 502-й пехотного полка в зоне «Воробей» встретил упорное, но неорганизованное сопротивление. К югу, в зоне «Малиновка», американцы продвигались быстрее и обнаружили несколько тайников с оружием в школах. Они также обнаружили повстанческий[уточнить] тренировочный лагерь. К вечеру десантники зачистили 13 из 30 назначенных секторов. В зоне «Зяблик» на юго-востоке американцы также обнаружили несколько тайников с оружием. В ходе операции активно использовалась поддержка боевых вертолётов, а также артиллерия. Более 100 дымовых снарядов, выпущенных по городу, позволили 2-му батальону 70-го тп 1-й тд войти в город в условиях слабого сопротивления, потеряв лишь одного солдата, погибшего при подрыве боевой машины M2 Bradley из гранатомёта.
На следующий день подразделения армии США продолжали очистку своих секторов. Сопротивление было окончательно подавлено в 17:00 6 апреля, а в 17:30 большая статуя Саддама Хусейна была снесена бойцами 1-й бронетанковой дивизии.